# باد هوسر
باد هوسر (به انگلیسی: Bud Houser) ورزشکار مرد رشتهٔ دو و میدانی اهل ایالات متحده آمریکا است. وی در بین سال‌های ‎۱۹۲۴ تا ۱۹۲۸ میلادی در مسابقات بازی‌های المپیک تابستانی در مجموع ۳ مدال طلا را کسب کرد.